# 杜塞尔多夫老市政厅
杜塞尔多夫老市政厅（Alte Rathaus）位于德国杜塞尔多夫老城的集市广场（Marktplatz），是市政厅建筑群最古老的部分，文艺复兴风格 ，建于1570年至1573年。

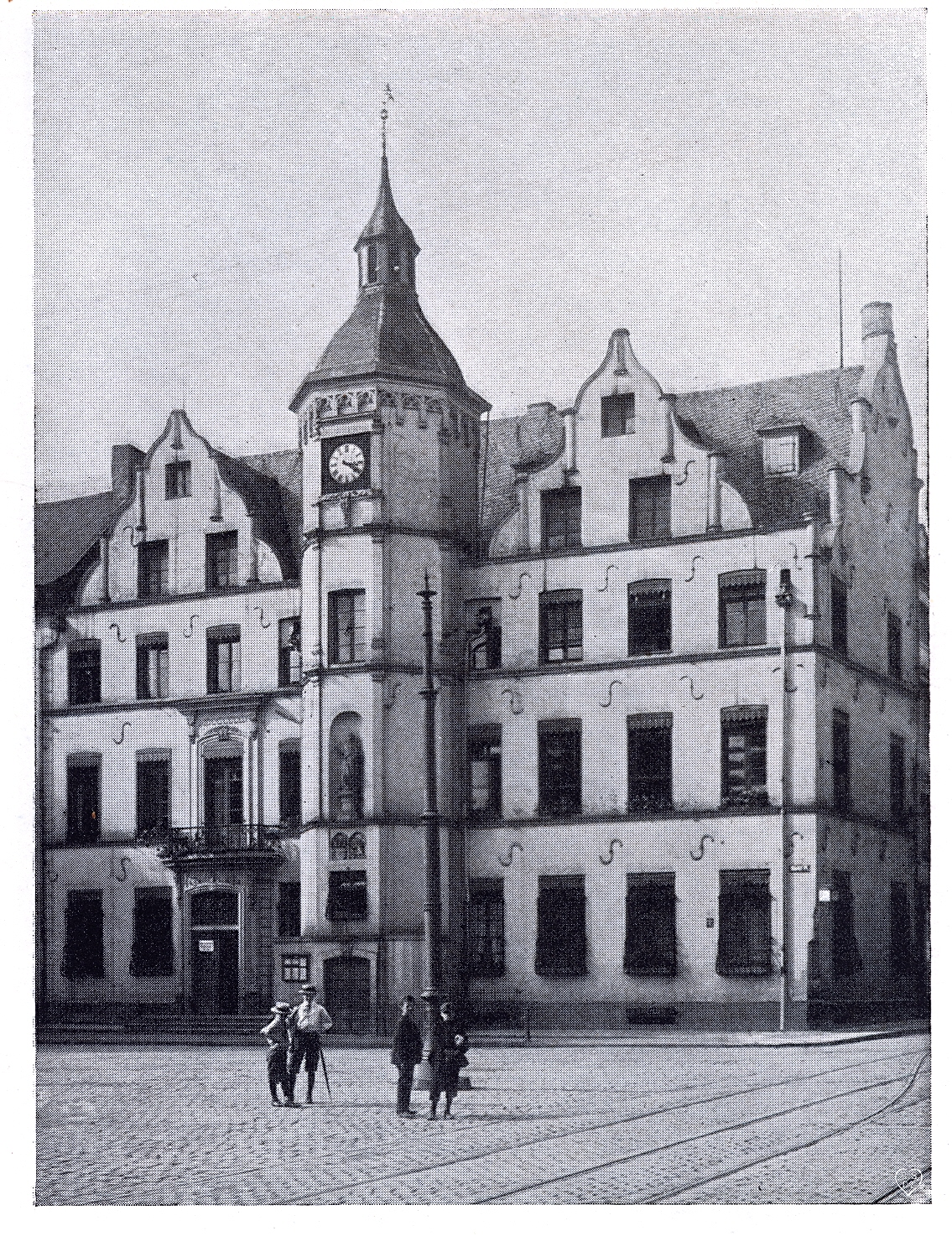
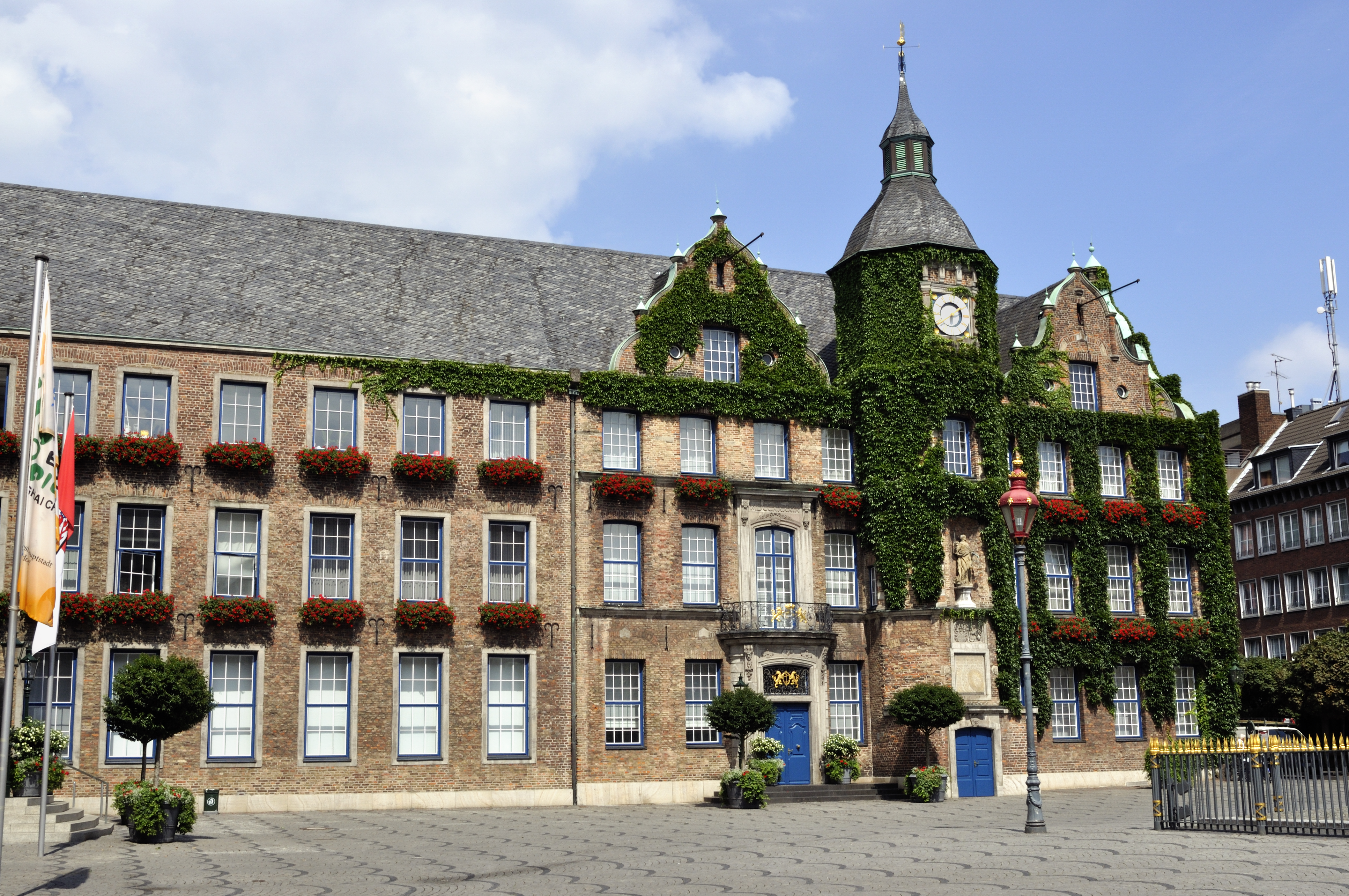
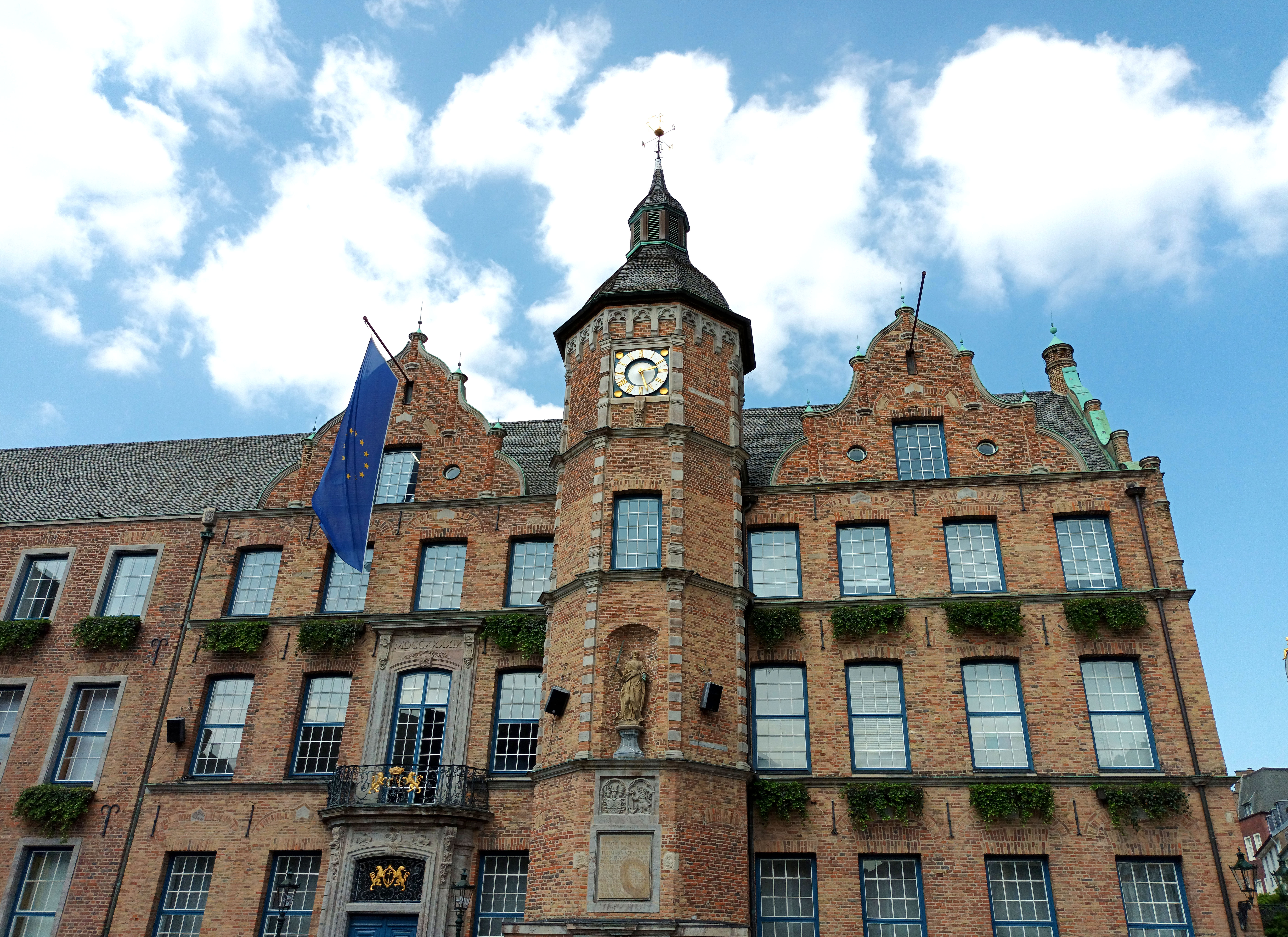
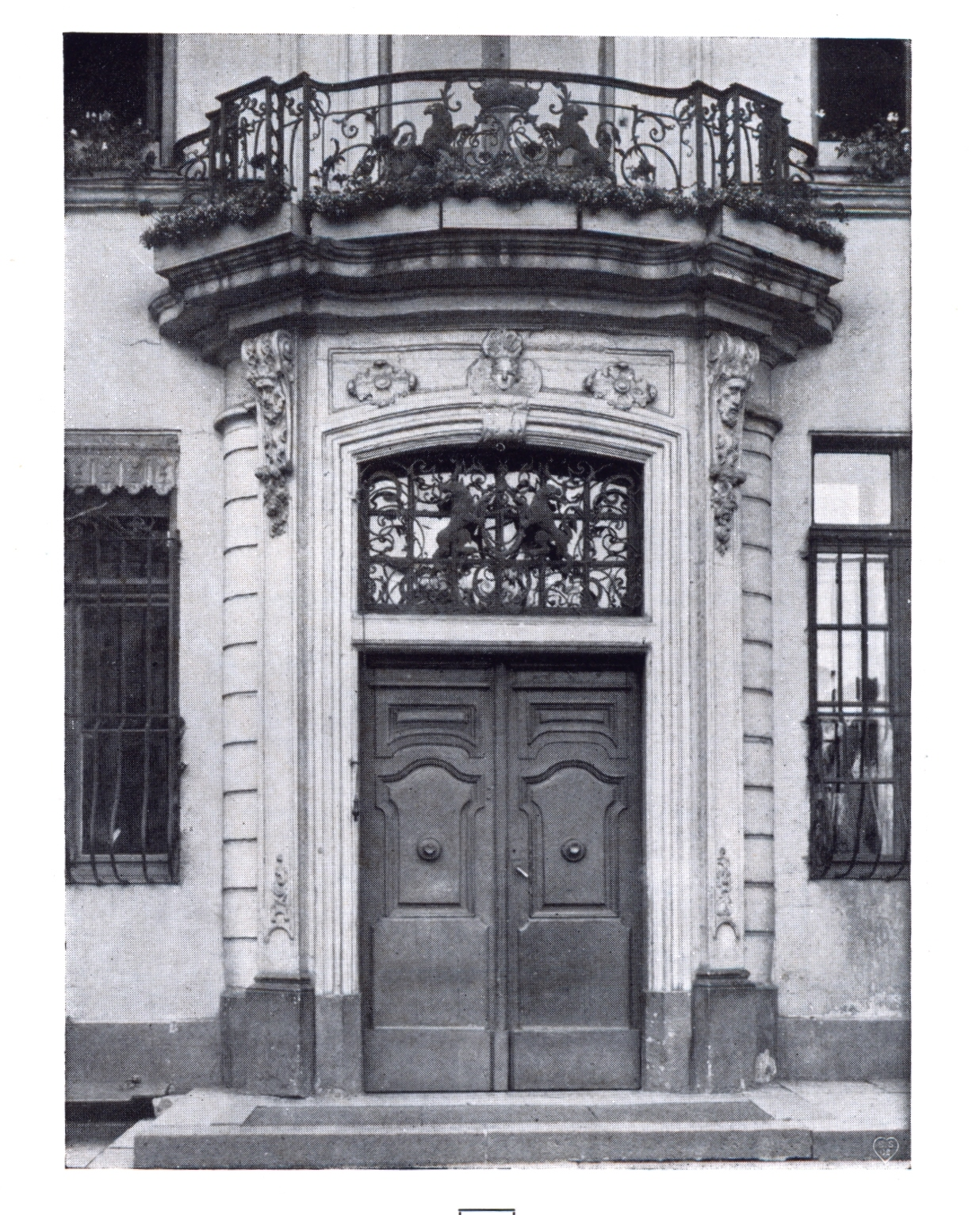